# Шеневре-э-Моронь
Шеневре́-э-Моро́нь (фр. Chenevrey-et-Morogne) — коммуна во Франции, находится в регионе Франш-Конте. Департамент — Верхняя Сона. Входит в состав кантона Марне. Округ коммуны — Везуль.
Код INSEE коммуны — 70150.

## География
Коммуна расположена приблизительно в 310 км к юго-востоку от Парижа, в 22 км западнее Безансона, в 50 км к юго-западу от Везуля.
Вдоль южной границы коммуны протекает река Оньон.

## Население
Население коммуны на 2010 год составляло 264 человека.
| 1962 | 1968 | 1975 | 1982 | 1990 | 1999 | 2010 |
| ---- | ---- | ---- | ---- | ---- | ---- | ---- |
| 173  | 167  | 154  | 170  | 168  | 185  | 264  |

## Администрация
| Период | Период | Фамилия      | Партия | Примечания |
| ------ | ------ | ------------ | ------ | ---------- |
| ?      | 2008   | Жоэль Боке   |        |            |
| 2008   | 2014   | Мишель Лакай |        |            |

## Экономика

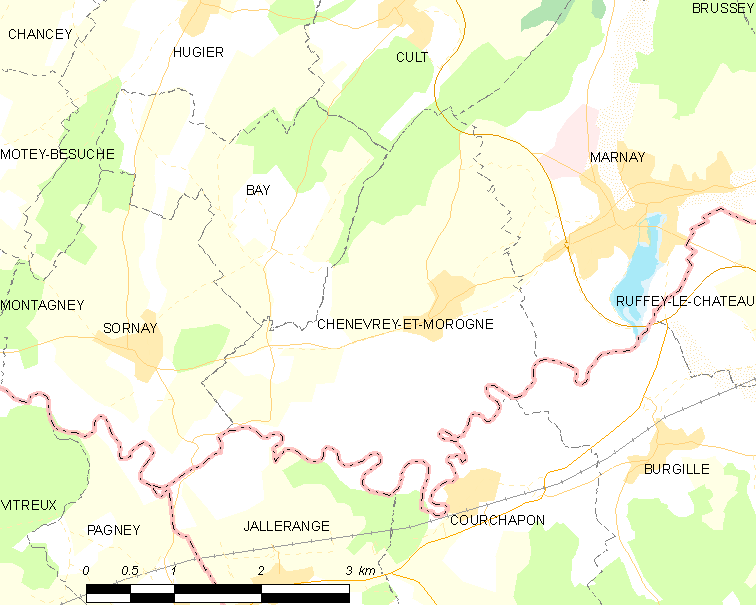
Карта коммуны

В 2010 году среди 169 человек трудоспособного возраста (15—64 лет) 129 были экономически активными, 40 — неактивными (показатель активности — 76,3 %, в 1999 году было 72,5 %). Из 129 активных жителей работали 125 человек (70 мужчин и 55 женщин), безработных было 4 (1 мужчина и 3 женщины). Среди 40 неактивных 9 человек были учениками или студентами, 24 — пенсионерами, 7 были неактивными по другим причинам.